# Контрола приступа
Системи за контролу приступа служе за додељивање права ко, кад и где може да приступи штићеном простору. Евидентирају успешне и неуспешне приступе штићеном простору. Контролом приступа се регулише улазак у и/или изалак из штићеног простора. Овај систем би требало интегрисати са осталим алармним системима као што су: противпровални и противпрепадни систем, систем видео обезбећења, систем заштите од пожара, итд…

## Историјат
Већ су стари Египћани, Грци, Римљани, Кинези и други народи имали примитивне направе за закључавање просторија, и то од дрвета. Према налазима у ископинама може се закључити да су Римљани у каснијој епохи већ имали металне браве и клчеве, али се нису сачувале њихове гвоздене браве, већ само бронзани кључеви. Претпоставља се да је израда браве код њих била већ прилично напредна и проширена по читавној територији њихове имерије. Потражња за бравама је врло брзо расла, тако да занатска проиводња није могла удовољити, па се пресло на фабричку производњу. Она се од друге половине 19 века све више развила и у индустрики развијеним земљама сасвим потиснула занатску проиводњу. 
У индији, за време владавине Аннама, драгоцености су биле закључавање у велике дрвене блокове и тако одлаганена на мала острва или потапане у базену које су окружиле унутрашње дворске палате. Ту су их штитили краљевски “Аћели чувари”, крокодили који су држали на граници изгладности. Улазак у базен је за сваког значио сугурну смрт, изузев ако би крокодиле дрогирали или их убили. Према легенди, чвор од конопаца постао је познати симбол безбедности. Замршен од Гордиуса, краља Фригије, и чвор по његовом имену - “Гордијев чвор”, бринуо се да осовина његове кочије остане причвршћена за коње. Причало се да ће га одрешити човек коме је суђено да освоји азију. Кључ је био симбол човековог статуса, његовог ауторитета. 
Вековима уназад, у египту, важност “Главе куће” била је одређивана бројем кључева која је поседовао. Они су били велики и робови су их носили на својим раменима. Уколико је имао неколикоа робова или носача кључева сматран је човеком великих богатства. У средњем веку израда гвоздених брава развила се од 11 века упоредо са развојем браварског заната. Браве су и дале име том занату готово у свим језицима. Браве и кључеви дотеривали су се украсном зрадом. Истакнути мајстори на том пољу до 17 века били су Немци, а у другој полови 17 века Французи су унапредили зраду брава увођењем уређаја за утврђивање отвора и затворног механизма у китији. Од тада се све мање полагала важност на уметничку, а више на техничку страну израде. У 19 веку остварен је ревилуциарни напредак у изради сугурносних брава. Проналазе се нови топови брава познати под именима њихових изумитеља(Bramh, Chubb, Yale i Wertheim), од којих последња два система и данас преовађују. 
Потражња за бравама је врло брзо расла, тако да јој занатска производња нија могла одовољити па се прешло на фабричку производњу. Она се од друге половине 19 века све више разбила и у индустријски развијеним земљама сасвим потиснула занатску производњу остављајући браварском занату само поправке. Развојем електронике у заштити се све више користе електронски системи или електромеханички системи.

## Стандарди
“SRPS EN 50133” Серија стандарда која регулисе системе контроле приступа.

## Дефиниција контроле приступа
Контрола приступа је начин ограничавњаа приступа система физичких или виртуалних ресура. У рачунарству, контрола приступа је процес којим се корисницима омогућава приступ и одређене привилегије у системима, ресурсима или информацијама.
У контроле приступа, корисници морају показати акредитиве пре него што се може одобрити приступ. У физичким системима, те акредитиве могу доћи у многим облицима, али акредитиви који се не могу пренети обезбеђују највећу сигурност.
На пример, "ID" kартица може да делује као контрола приступа одређеном стићеном објекту. На овај начин постоји могућност да се облашћење пренесе или украде тако да ово није најбоља метода регулисања контроле приступа.
Сигурнија метода за контролу приступа обухвата два фактора аутентификације. Особа која жели приступити стићеном објекту мора показати акредитиве и други фактор да потврди идентитет. Други фактор би могао бити код приступа ПИН код или чак биометријско читање.
Постоје три фактора који се могу користити за аутентикацију:
- Нешто познато само кориснику као што су шифра или ПИН код,
- Нешто што је део корисника као што је скенирање отисака саке или прста или другог биометријска читања,
- Нешто што припада кориснику као што је картица или кључеви.

За компјутерску безбедност, контрола приступа укључује овлашћења, аутентификацију и препознавање идентитета у покушавају да одобри приступ. Модели контрола приступа користе субјекат и објекат. У овом случају субјекат би био човек који покушава да добије приступ над неким стићеним објектом сто би био најчешће софтвер. У рачунарским системима користи се списак за контролу приступа који садржи списак дозвола и корисника над којима ове дозволе важе. Ови податке могу видети само одређени овлашћени људи али не и од било ког корисника и све ово је регулисано опет контролом приступа. Ово омогућава администратору да обезбеди информације и постави одређена овлашћења над корисницима када и где ко може да приступи.

## Типови читача за контролу приступа
У почетку за контролу приступа користили су се шифарници а потом магнетне картице. У последњем време за све чешће користе комбиновани системи тј. противрованли системи са контролом приступа. Постоји неколико врста шифарника а то су:
- Шифарник само са тастатуром,
- Шифарници са малим "LED" дисплејом,
- Шифраници са "LCD" монитором на "TouchScreen".

“RF ID” картице су идентификационе картице којим се корисници идентификују приношењем читачу а да неморају да остваре физички контакт између картице и читача. Свака картица има свој код дефинисан антеном која се налази у унутрашњости картице. Постоје 3 врсте ових читача а то су:
- “RF ID” читачи спољашњу употребу,
- “RF ID” читачи за унутрашњу употребу,
- “RF ID” читачи и за комбиновану употребу (спољашњу и унутрашњу).

За контролу приступа у којој се тражи већи степен безбедности корисисте се биометриски читачи као сто су:
- Читачи отиска прста,
- Читачи линија шаке,
- Читачи за препознавање гласа,
- "2D" i "3D" читачи за физиономију лица,
- Читачи зенице једног или оба ока.

## Шифарници
Шта је Шифарник?
Шифраник је део алармног система за контролу приступа који се састоји из из више уређаја који сви заједно чине један систем. Шифарник се обично састоје од тастатуре и екрана али постоје и без екрана или тастатуре. Шифарници се обично уграђују на улазима или излазима из стићеног објекта или просторије. Како би један алармни систем функционисао објекат мора бити обезбеђен разним типовима сензора које можете активирати или тренутно угасити путем шифарника. Корисник путем шифарника може такође закчучати одређену просторију или целокупан објекат у било ком тренутку тако сто приликом програмирања алармног система корисник добија јединствену комбинацију сифре коју куца на тастатури шифарника. Уколико шифра није у бази података система корисник не може да угаси аларм или да приступи оређеној просторији. Овај метода контроле приступа није најефикаснија јел може лако да се дође до шифре и све се мање користи. За бољу заститу данас се користе "ID" читачи или биометриски читачи.

## ИД читачи
Kao i kod шифарника ИД читачи имају исту намену али уместо шифре користе се различите картице или привесци као лични идентификација. Приликом уградње овог система корисник добија јединствени пин код који се налази на картици или привеску и чита се питем магнета када се картица принесе читачу и преко мале антене која се налази у картицама врши се очитавање. Да би корисник добио приступ одређеној просторији или објекту пин код мора да постоји у бази читача. Као и сваки систем и овај систем има мане тако што може да се копира картица или изгуби картица и тако угрози безбедност до следећег подешавања система ово су јако ретки случајеви. Уколо корисник жели још веђу безбедност ту наступа на снагу биометриска контрола приступа.

## Биометријски читачи
Шта је Биометрија?
Биометрија је технологија мерења и анализе биолошких података. У информационе технологије, биометрија се односи на технологију која мери и анализира људске особиен тела као сто су ДНК, отисци прстију, гласа или линеје шаке или лица. Кроз оволику детаљну проверу биометрија се користи као једна од најбољих застита индетитета. Једна од најпопуларних биометриских метода је препознавање отиска прста.
Читачи отиска прста
Снимање више референтних тачака отиска прста преко биометриског читача путем алгоритама се затим ове тачке претварају у слику која је ефикасно постаје дигитални облик информације. Ове информације се чувају у бази података за упоређивање које дају потврду индетитета како би могли приступити застићеној просторији или објекту.
Остале Методе
Како технологија и знање расте методе читања отиска прста нису довољне тако да ако желите веђу безбедност требати користити друге методе биометриског читања као сто су читачи линија шаке, читачи очију или чак "2D" i "3D" читачи за физиономију лица. Ове методе раде на сличан начин само сто су више комплексније или прузају још бољу безбедност.

## Рачунарској безбедност
У рачунарској безбедности, контрола приступа укључује овлашћење, ауторизацију и одобрење за приступ ресурсима на рачунару. Више уска дефиниција контролу приступа ће покрити само одобрење приступа, при чему систем доноси одлуку да одобри или одбије захтев за приступ из већ овереног предмета на основу онога што је корисник овлашћен да приступа. Провера идентитета и контрола приступа често се комбинују у једну операцију, тако да се приступ одобрава на основу успешне потврде идентитета, или на основу једног анонимног приступног токена. Методе аутентикације и токена укључују лозинке, биометријска скенирања, кључеве, електронске кључеве и уређаје, скривене путање, социјалне баријере и праћење од стране људи или од аутоматизованих системима. У сваком моделу контроле приступа, ентитети који могу да обављају радње на систему називају се предмета, а ентитети који представљају приступ моделу који моги да се контролишу зову се објекти. Субјекти и објекти треба и да се сматра софтверских ентитета, а не као људски корисници: сваки људски корисник може имати само утицај на систем преко софтверских ентитета којим се контролишу. Иако неки системи изједначавају субјеката са "ID" корисником, тако да сви процеси започети од стране корисника по дифолту имају исто овлашћење. Ова контрола није лепо распоређена да задовођи принципе са мањим привилегијама и одговорне за нападе на ове системе.